# Linia kolejowa Veselí nad Moravou – Nové Mesto nad Váhom
Linia kolejowa Veselí nad Moravou – Nové Mesto nad Váhom – jednotorowa, regionalna i niezelektryfikowana linia kolejowa w Czechach i na Słowacji. Łączy Veselí nad Moravou i Nové Mesto nad Váhom. Przebiega przez terytorium kraju południowomorawskiego i kraju trenczyńskiego.